# Arctia syltica
Arctia syltica là một loài bướm đêm thuộc phân họ Arctiinae, họ Erebidae.